# 傑列維希納
50°17′11″N 27°25′55″E / 50.28639°N 27.43194°E
傑列維希納（烏克蘭語：Деревищина），是烏克蘭北部的村莊，隸屬日托米爾州的茲維亞赫爾區。該村始建於1869年，面積2.41平方公里，海拔高度249米，2001年人口37，人口密度每平方公里15.35人。